# Jordan Horowitz
Jordan Horowitz (Nova Iorque, 10 de abril de 1980) é um produtor estadunidense. Foi indicado ao Oscar 2017 pela realização do filme La La Land, ao lado de Marc Platt e Fred Berger.

## Prêmios e indicações
- Nomeado: Oscar de melhor filme, por La La Land;
- Venceu: BAFTA de melhor filme, por La La Land;[4]
- Venceu: Producers Guild of America Award, por La La Land.[5]